# 千葉喜久也
千葉 喜久也（ちばきくや、1951年11月14日 - ）は、秋田県南秋田郡五城目町出身の社会福祉学者。仙台大学体育学部健康福祉学科教授。

## 人物
1951年11月14日、現在の秋田県南秋田郡五城目町出身。
1975年、秋田県庁採用、総務部秋田県東京事務所、福祉保健部児童福祉課、秋田県中央児童相談所等に勤務。
1996年9月秋田県職員海外研修生として米国に派遣され、高齢者福祉施設で介護の現場を学ぶ。その後、法政大学大学院社会科学研究科修士課程修了。
2000年4月から東北福祉大学社会福祉学部社会福祉学科専任講師。2001年4月より同助教授（2002年4月より、総合福祉学部社会福祉学科に改組）、2007年4月より同准教授。
宮城県次世代育成支援対策地域協議会副委員長（子どもの声調査検討部会長）、宮城県親（母）と子の宿泊型生活サポート事業運営検討会副座長、仙台市子育て環境づくり懇話会座長、仙台市社会福祉審議会臨時委員、地方公共団体行動計画研究会分担研究員（厚生労働科学特別研究）等を歴任。
2010年、学校法人花田学園本部付参与、東京有明医療大学新学科設置準備室長。翌年より同大看護学部看護学科准教授。
現在、仙台大学体育学部健康福祉学科教授（2017年度より）、東北福祉大学・共立女子大学・宮城教育大学非常勤講師、厚生労働省母子家庭自立支援事業評価委員、生活困窮世帯の子ども・若者の学習支援と居場所づくりの在り方に関する調査研究会委員長。公益財団法人フランスベット・ホームケア研究・助成財団評議委員、社会福祉法人睦福祉会理事、福島県児童家庭専門員等。
東北大学#研究科情報科学研究科博士課程後期修了。博士（学術）。

## 著書
- 『思春期子ども相談の心』（中央法規）
- 『児童福祉論』（中央法規）
- 『コミュニケーション・マナーの基本』編著（中央法規）
- 『あなたの心に子どもの声が聴こえますか』（笹氣出版印刷）
- 『21世紀型福祉へ挑戦』編著（ぎょうせい）
- 『児童・家庭福祉論』（みらい）
- 『保育士の家族援助の実際』（シーライズ）
- 『子ども虐待と親子再統合』（福祉工房）
- 『児童虐待を防ぐために』（本の森）等がある。